# Launois-sur-Vence
Launois-sur-Vence ist eine französische Gemeinde mit 686 Einwohnern (Stand 1. Januar 2022) im Département Ardennes in der Region Grand Est (vor 2016: Champagne-Ardenne). Sie gehört zum Arrondissement Charleville-Mézières, zum Kanton Signy-l’Abbaye und zum Gemeindeverband Crêtes Préardennaises. Launoisiens werden die Einwohner genannt.
Umgeben wird Launois-sur-Vence von den Nachbargemeinden Thin-le-Moutier im Norden, Jandun im Osten, Neuvizy im Süden, Viel-Saint-Remy im Südwesten, Wagnon im Westen sowie Dommery im Nordwesten.

## Bevölkerungsentwicklung
| Jahr                      | 1962 | 1968 | 1975 | 1982 | 1990 | 1999 | 2006 | 2013 | 2016 |
| Einwohner                 | 576  | 560  | 520  | 532  | 578  | 561  | 542  | 651  | 693  |
| Quelle: Cassini und INSEE |      |      |      |      |      |      |      |      |      |

## Sehenswürdigkeiten
- Kirche Saint-Étienne, Monument historique (1913)

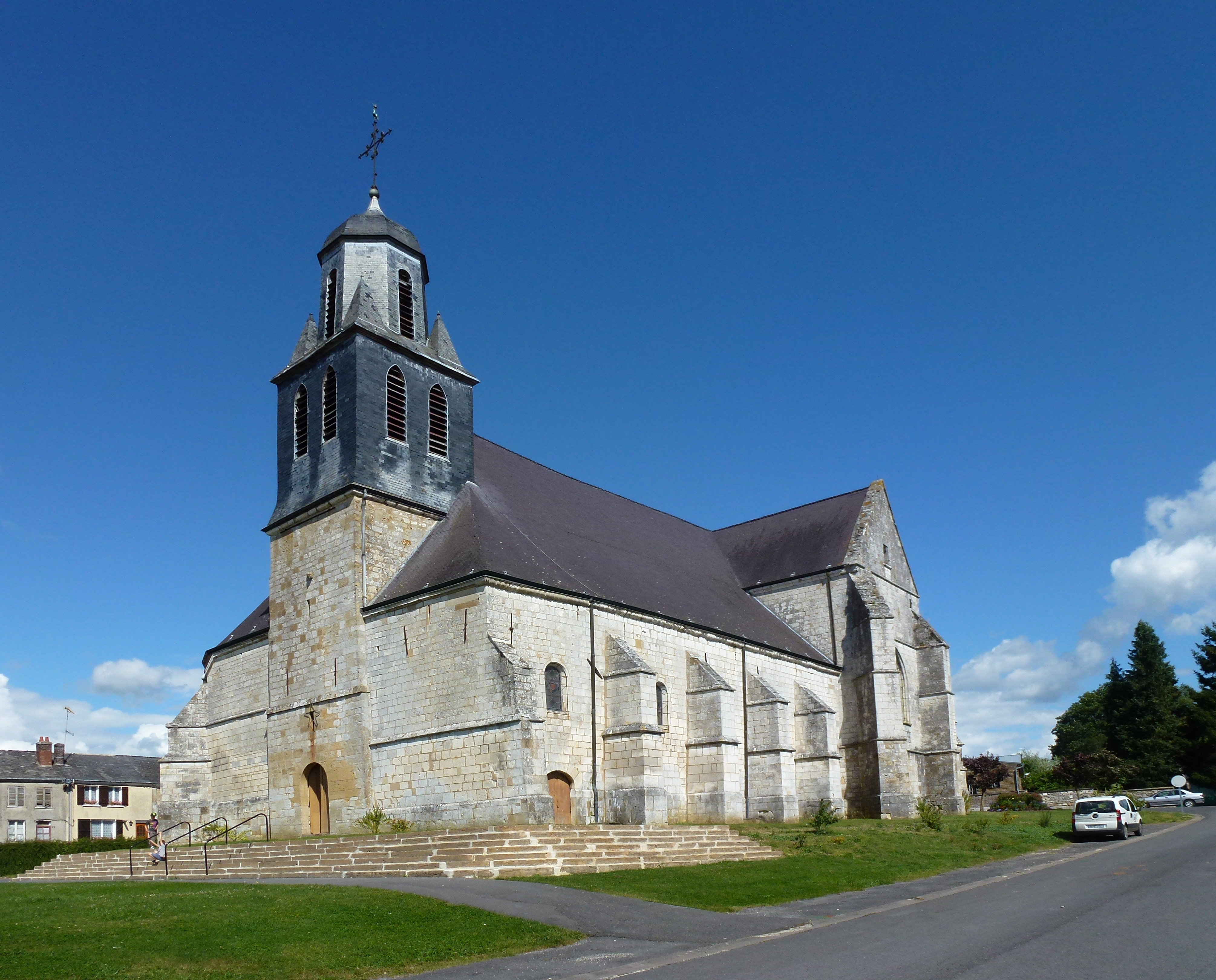
Kirche Saint-Étienne

## Persönlichkeiten
- Jean Nollet (1681–1735), Orgelbauer
- Jules Mary (1851–1922), Schriftsteller